# Лозо-Люцьке сільське поселення
Ло́зо-Лю́цьке сільське поселення — муніципальне утворення в складі Ігринського району Удмуртії, Росія. Адміністративний центр — присілок Лозолюк.
Населення — 493 особи (2015; 550 в 2012, 562 в 2010).

## Склад
До складу поселення входять такі населені пункти:
| Населений пункт       | Населення, осіб (2010) | Населення, осіб (2012) |
| --------------------- | ---------------------- | ---------------------- |
| Карачум, присілок     | 14                     | 12                     |
| Ключевка, присілок    | 60                     | 60                     |
| Лозолюк, присілок     | 130                    | 128                    |
| Люк, присілок         | 47                     | 45                     |
| Максимовка, присілок  | 92                     | 90                     |
| Максимовка, починок   | 0                      | 0                      |
| Туга, присілок        | 42                     | 39                     |
| Тугалуд, присілок     | 0                      | 0                      |
| Тюптієво, присілок    | 135                    | 133                    |
| Тюптішурйил, присілок | 2                      | 2                      |
| Устьє Люк, присілок   | 40                     | 41                     |